# 最小外接矩形
最小外接矩形（英語：Minimum bounding rectangle，縮寫：MBR），也译为最小边界矩形、最小包含矩形或最小外包矩形，是指以二维坐标表示的若干二维形状（例如点、直线、多边形）的最大范围，即以给定的二维形状各顶点中的最大横坐标、最小横坐标、最大纵坐标、最小纵坐标定下边界的矩形。这样的一个矩形包含给定的二维形状，且边与坐标轴平行。最小外接矩形是最小外接框的二维形式。

## 在地理信息系统中的应用
最小外接矩形常在地理信息系统中用来给出一个地理要素的大致位置。地理信息系统中的很多操作，例如空间查询、空间索引，以及建立R树都需要用到最小外接矩形。